# První dobrá
První dobrá je český satirický pořad z roku 2022, jehož tvůrci jsou Vincent Navrátil, Alexej Kolva, Ondřej Kubina a Jaroslav Blažek. Pořad je koncipován jako parodie na televizní reklamy a některé z pořadů TV Nova. Pořad se vysílá od 20. dubna na Voyo a od 27. dubna každou středu na Nova Fun.

## Seznam dílů
| Č. v pořadu | Název dílu | Režie            | Scénář                                        | Premiéra na Voyo | Premiéra na Nova Fun |
| ----------- | ---------- | ---------------- | --------------------------------------------- | ---------------- | -------------------- |
| 1           | 1. díl     | Vincent Navrátil | Vincent Navrátil, Ondřej Kubina, Alexej Kolva | 20. dubna 2022   | 27. dubna 2022       |
| 2           | 2. díl     | Vincent Navrátil | Vincent Navrátil, Ondřej Kubina, Alexej Kolva | 27. dubna 2022   | 4. května 2022       |
| 3           | 3. díl     | Vincent Navrátil | Vincent Navrátil, Ondřej Kubina, Alexej Kolva | 4. května 2022   | 11. května 2022      |
| 4           | 4. díl     | Vincent Navrátil | Vincent Navrátil, Ondřej Kubina, Alexej Kolva | 11. května 2022  | 18. května 2022      |
| 5           | 5. díl     | Vincent Navrátil | Vincent Navrátil, Ondřej Kubina, Alexej Kolva | 18. května 2022  | 25. května 2022      |
| 6           | 6. díl     | Vincent Navrátil | Vincent Navrátil, Ondřej Kubina, Alexej Kolva | 25. května 2022  | 1. června 2022       |